# Аустралоїдна раса
Австроазійський фізичний тип або австроазійська раса — генетично споріднена група народів, поширена поміж інших груп у Південній та Південно-Східній Азії, частина австричної раси. Народи групи є носіями мов австроазійської групи. Термін широко використовувався для опису аборигених племен у XIX-XX століттях, хоча лише нещодавно було встановлено генетичний зв'язок між народами групи.